# 신한청년당

신한청년당(新韓靑年黨)은 1918년 8월 중국 상하이에서 창립된 독립운동단체로, 1919년 3.1 운동 전후에 크게 활약하였다. 당수는 여운형, 6인의 발기인은 여운형, 한진교, 장덕수, 김철, 선우혁, 조동호이었으며, 그 밖에도 1919년 4월에 서병호, 김구, 이광수, 신명호 등 신한청년당에 가담해 활동하였다.
당의 강령은 대한독립·사회개량·세계대동 세 가지였다. 1918년 12월 독립청원서를 미국의 우드로 윌슨 대통령에게 전달했으며, 1919년 1월에는 김규식을 파리강화회의에 파견해 조선의 독립을 요구했다. 또한 도쿄, 연해주, 미주와도 긴밀한 연락망을 구축했다. 1919년 신한청년당의 활약으로 일본에서는 유학생들이 2·8 독립 선언을, 한국에서는 전국 방방곡곡에서 3·1운동을 일으키는 진원이 되었다. 이 단체의 구성원들은 1919년 4월 11일 수립된 대한민국 임시정부의 주축을 이루었으며, 대한민국 임시정부는 파리에 있는 김규식을 외무총장으로 임명, 독립청원서를 제출케 했다. 이후 1922년 12월, 대한민국 임시정부의 자진해산 명령에 의해 해체되었다.

## 역사

### 창립
신한청년당은 1918년 8월 20일경 중국 상하이 프랑스 조계에서 여운형, 선우혁, 한진교, 장덕수, 김철, 조동호 6인의 발기에 의하여 창립되었다. 창립의 중심인물인 여운형은 1914년 중국에 망명하여 난징 금릉대학을 졸업하고 상하이에서 협화서국(協和書局, Mission Book Company)이라는 기독교 서적 출판 판매공사에서 일하고 있을 때, 1918년 일본에서 유학을 마치고 상하이에 들른 장덕수를 만났다. 두 사람은 독립운동의 방략을 토론한 결과 장기전이 될 수밖에 없는 한국독립운동에서 청년독립운동이 특히 중요하다는 데 인식을 같이하였다. 당시 상하이에 체류하고 있던 김철, 선우혁, 한진교, 조동호 등도 이에 적극 찬성하였고, 이들 6인이 발기인이 되어 신한청년당을 창립한 것이었다. 이들은 처음에 '당 이름'없이 매주 토요일에 정기적으로 모임을 가지고 토론을 나누었다. '신한청년당' 명칭은 1918년 11월에 급히 넣은 명칭으로 여운형이 터키 정치인 케말 파샤의 '터키청년당'에서 힌트를 얻어, 이를 모방해 지은 것이다. 당시 상하이에는 터키청년당원이 10여 명이나 활동하고 있었다. 여운형은 같은 외국인 유학생 아멜 베이(Armel Bey) 등으로부터 터키청년당의 존재와 조직에 대해 들었고 이를 참고하였다.
신한청년당의 창립목적을 취지서에서 보면 '독립을 완성하고 독립을 회복한 다음에는 문화적 도덕적으로 민족을 개혁하여 신대한 민족을 만들며 학술과 산업을 일으켜 실력을 양성해서 대한민족의 신문화가 전인류에게 위대한 행복을 주도록 한다'고 되어있다. 또한 취지서에서 천명되고 있는 신한청년당의 이념은 민족주의(독립사상), 민주주의, 공화주의, 사회개혁주의, 국제평화주의 등으로 요약 될 수 있는 것이었다. 신한청년당은 '대한민족의 독립을 쟁취해서 공화정체의 민주주의 국가를 수립하고 사회의 모든 부분을 시대의 조류에 맞게 적절히 대개혁을 단행하며 대한민족이 만든 신문화가 전인류에게 공헌하도록 국제협력을 하는 조국을 건설한다.'는 것이었다.

### 조직 구성
신한청년당 창립 때에는 당원이 6명이었으나 김규식을 파리강화회의에 파견할 것을 논의한 1918년 11월 하순경에는 당원이 약 20명으로 증가하였다. 그리고 이듬해에는 당원이 약 30~50명까지 증가하게 되었다. 신한청년당은 처음에는 당원이 극소수이므로 부서를 정하지 않고 여운형이 대표 겸 총무로서 당의 모든 사무를 담당하였다. 그러나 그 후 당원이 증가하고 독립운동을 본격적으로 전개하게 되자 1918년 11월 하순~12월 말에 당헌을 제정하고 강령을 문서화했으며, 조직을 체계화하여 부서를 정하였다. 당헌은 당의 목적과 조직을 규정하였다. 당강령은 다음과 같다.

- 대한국 독립의 완성을 기도함.
- 내외 신구 사상을 취사 융합하여 건전한 국민사상의 기초를 확정하여 학술과 기예를 장려하여 세계의 문화에 공헌하며 아울러 사회 각 항 제도개량하여 세계의 대세에 순응함.
- 세계 대동주의의 실현에 노력함.

신한청년당은 당헌,당강 다음에는 조직 체계를 재정비하여 총무제를 폐지하고 총재, 이사장, 이사제를 실시하였다. 신한청년당은 총재는 비워 두고 이사장에 파리강화회의에 대표로 파견키로 한 신입당원 김규식을 추대하였다. 그리고 10인 이내의 이사의 부서로서는 서무부, 교제부, 재무부를 두고 서무부에 서병호, 교제부에 여운형, 재무부에 김인전을 담당이사로 선출하였다. 그리하여 신한청년당은 1918년 8월 창립 직후에는 주로 여운형과 장덕수가 당 업무를 보다가 1918년 11월 하순부터는 여운형, 서병호, 김인전 3인이 당무를 보는 조직체계를 형성하게 되었다.

### 3.1 운동 활동
신규식에 의한 신한청년당은 동제사의 젊은 요원들로 구성된 소규모의 청년독립운동단체였으나 독립혁명의 대부였던 신규식의 국제적 비밀조직었던 동제사의 하부 조직으로서 창립 직후 이듬해 2.8 독립선언과 3.1 혁명의 주도적 역할을 하였으며 임시정부 수립에도 지대한 역할을 하였다.

#### 독립 청원서 발송

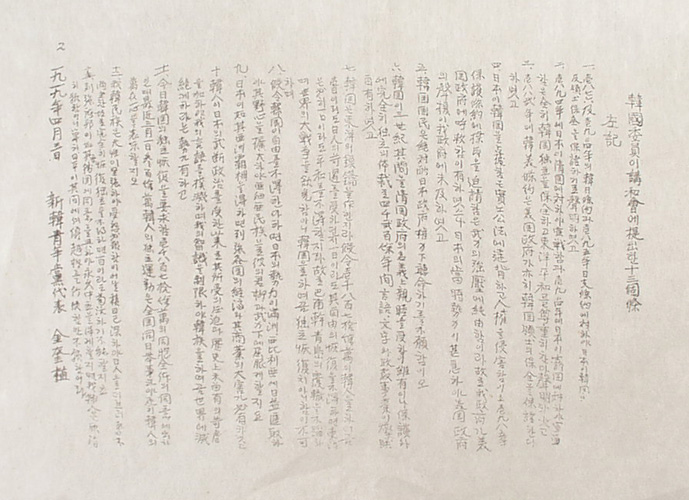
신한청년당이 파리강화회의에 제출한 13개조.

제1차 세계대전이 1918년 11월 11일 종결되자, 미국 대통령 윌슨은 즉각 대통령 특사 찰스 크레인(Charles R. Crane)을 중국에 파견하여 종전후의 강화회의에 대한 미국의 입장을 설명하고 중국도 대표를 파견하도록 권고케 하였다. 크레인 특사가 상하이에 도착하자 중국측이 '칼턴 카페'에서 미국특사 방문 환영회를 개최했는데, 여기에 신한청년당 대표 여운형도 참석하였다. 이 자리에서 '파리강화회의에서는 패전 후 식민지의 처리원칙에 민족자결의 원칙이 논의될 수 있다.'는 크레인 특사의 연설을 듣고 여운형은 크레인을 숙소로 방문하여 한국민족 대표의 파견도 가능할 것인가의 여부를 물었다. 미국 정부의 의사는 알 수 없으나 개인적으로는 지원을 하겠다는 크레인의 응답을 얻자, 여운형은 신한청년당의 회의를 소집하고 이 문제를 논의하였다. 여운형의 숙소에서 개최된 신한청년당 회의에서는 톈진에 거주하고 있는 김규식을 신한청년당 한국 대표로 파리평화회의에 파견 할 것과 만일 여비를 마련하지 못하여 대표를 파견할 수 없게 되는 경우를 대비해서 신한청년당 총무 여운형의 명의로 독립에 관한 청원서 2통을 작성하여 크레인을 통해서 한 통은 미국 윌슨 대통령에게 또 한 통은 파리강화회의에 전달케 하기로 하였다. 여운형은 이 결정에 따라 영문으로 2통의 한국독립에 관한 청원서를 1918년 11월 28일자로 작성하여 크레인을 통하여 윌슨에게 보내었다. 이 문서는 잘 전달되었다. 또한 여운형은 한국대표가 파리강화회의에 참석하지 못하는 경우에 대비해서 크레인에게 위탁한 것과 동일한 2통의 한국독립에 관한 청원서를 파리강화회의에서 중국대표단 고문으로 가는 토머스 밀라드(Thomas Millard)에게 위탁하였다. 그러나 이 문서는 밀라드가 일본 요코하마 항구에서 가방을 분실하여 전달되지 못하였다.

#### 파리 강화회의 대표파견

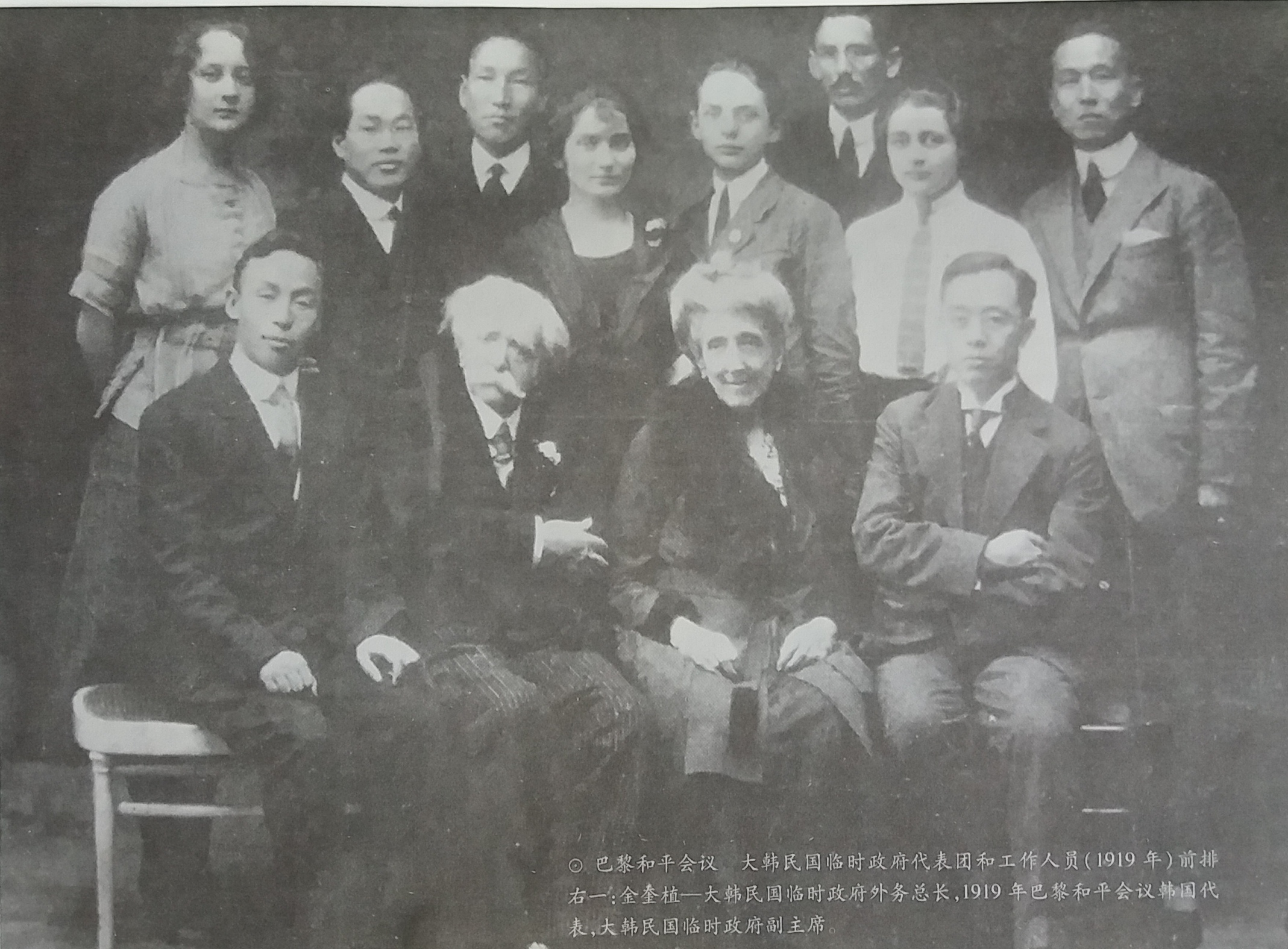
파리강화회담에 참석한 김규식과 한국대표단. (앞줄 왼쪽 첫 번째가 여운홍, 오른쪽 끝이 김규식, 중앙은 대표단 고문 블레베씨 부부. 뒷줄 서 있는 사람 중 왼쪽에서 두 번째가 이관용, 세 번째가 조소앙, 맨 끝이 황계환.)

동제사 수장 예관 신규식의 지도를 받는 신한청년당은 협의한 결과 영어에 능숙한 김규식을 신한청년당에 입당시킴과 동시에 이사장에 추대하여 신한청년당 대표이면서 한국대표로 파리강화회의에 파견키로 결정하였다. 그 경비는 장덕수를 극비리에 국내에 파견하여 조달하였고, 1919년 2월 1일 배편으로 상하이를 출발하였다. 신한청년당이 파리강화회의에 한국민족대표로서 김규식을 파견했다는 사실은 그 후 3.1 운동에 중대한 것이었다. 이 사실은 국내의 국민들과 독립운동가, 재일본 유학생들에게 밀사들을 통하여 통보되었고, 한국민족은 파리에서 김규식의 주장과 선언이 한국민족 전체의 의사를 세계에 명확히 알리는 목적을 포함해서 3.1운동에 봉기한 것이었다. 신한청년당의 한국대표 김규식의 파리강화회의 파견은 3.1 운동에 매우 결정적인 중요한 계기와 구심점을 제공한 것이었다. 김규식은 1919년 3월 13일 목적지인 프랑스 파리시에 도착하여 중앙 샤토당거리 38번지의 집을 세내어 평화회의 한국민대표관(韓國民代表館)을 설치하고 한국독립에 관한 청원서를 강화회의에 제출하였다. 김규식은 뒤이어 대표단에 합류한 미국인 호머 헐버트, 이관용, 김복, 황기환, 조용은, 여운홍 등의 도움을 받으며 1919년 5월 10일 '한국독립 항고서(抗告書)'를 강화회의에 제출하였다. 또한 대표단은 '한국독립과 평화'라는 책자를 비롯하여 다수의 독립운동 홍보문서를 작성하여 각국대표들 및 언론인들에게 배포하여 한국인의 독립 열망을 전 세계에 널리 알렸다. 김규식은 신한청년당 대표로 파리에 도착하여 활동했으나 1919년 4월 상하이에서 대한민국 임시정부가 수립되자 임시정부는 김규식을 '평화회의 대한민국위원 겸 파리위원'의 정위원으로, 이관용을 부위원으로 임명하였다.

#### 국내에 당원 파견
신한청년당은 3.1 운동의 추진과 관련하여 국내에 당원 장덕수, 선우혁, 김철, 서병호, 김순애, 백남규 등을 파견하였다. 신한청년당은 장덕수를 국내에 두 차례 파견하였다. 제1차 파견은 1918년 12월 경 파리강화회의 대표파견 경비를 염출하기 위하여 비밀리에 장덕수를 부산에 파견했던 바 장덕수는 3000원의 독립운동자금을 모금해 가지고 돌아왔다. 제2차 파견은 일본에서 유학생을 만나게 한 후 경성부로 들어가게 했는데, 인천에서 일제에게 체포당했다. 신한청년당은 또한 선우혁을 1919년 1월에 국내에 파견하여 강화회의 파견 사실을 알리고, 이것이 기다리던 기회이니 독립만세 시위운동을 종용하도록 하였다. 선우혁은 신민회 때의 동지인 양전백, 이승훈, 강규찬, 안세환, 변인서, 이덕환, 김동원, 도인권, 김성탁, 윤원삼 등을 만나 독립만세 시위운동과 독립운동 자금모집에 관한 적극적 찬동을 얻고 경성부를 거쳐 돌아왔다. 그 후 선우혁의 귀국에 호응하여 평안도 및 평양에서는 기독교들과 숭실학교 학생들을 중심으로 한 독립만세 시위운동이 준비되다가 천도교 측으로부터 연합전선 형성의 제의를 받게 되었다. 신한청년당은 또한 김철을 국내에 파견하여 독립운동 자금을 모금해 오도록 하였다. 국내에 들어온 김철은 천도교측을 만나서 독립운동 자금 3만원을 각출하여 송금하기로 약속받고 돌아왔다. 신한청년당은 이밖에 국내로 서병호, 김순애, 백남규 등을 연이어 밀파했는데, 서병호와 김순애는 대구지방에 들어가고 백남규는 호남지방에 들어가 독립만세 시위운동을 일으킬 것과 파리강화회의에 한국대표파견 자금지원을 종용하였다.

#### 일본에 당원 파견

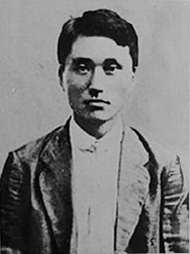
일본에 가서 2.8 독립 선언을 낭독한 춘원 이광수

신한청년당은 1차로 조용은을, 2차로 장덕수를, 3차로 이광수를 일본에 파견하여 재일본 한국 유학생들에게 독립운동을 일으키도록 종용케 하였다. 조용은은 1919년 1월 일본 도쿄에 도착하여 재일본 한국인유학생들을 만나 신한청년당 대표 김규식이 파리강화회의에 파견되었음을 알리고 본국으로 가는 길에 먼저 일본에 파견되어 도쿄유학생들과 만나서 2월 8일 독립운동을 하기로 결정한 통보를 접수하고 일본에서 긴급히 모금한 독립운동 자금 800원을 조용은에게 위탁하여 상하이로 보내었다. 장덕수는 일본에서의 사명을 수행하고 국내로 들어가 2월 20일 경성부에 도착한 다음 인천에 잠복해 있다가 일제 총독부 당국에 체포당하였다. 이광수는 1919년 1월 상하이를 출발하여 베이징을 거쳐서 일본 도쿄에 도착하여 재일본 한국유학생들의 2.8 독립선언문을 작성하였다.

#### 기타지역에 대표 파견
신한청년당 당수인 여운형은 만주와 러시아 연해주에 파견 하여 이 지역에 체류하고 있는 독립운동가들과 동포들에게 파리강화회의에 신한청년당 대표 김규식 파견을 알리고 이것이 독립운동 봉기의 절호의 기회임을 설명하여 독립운동을 고양시킬 것과 동시에 파리시에 있는 김규식 등 대표단에 보낼 독립운동 자금을 모금해 오도록 하였다. 여운형은 1919년 1월 20일 상하이를 출발하여 먼저 만주 지린성 지방으로 가서 여준 등을 비롯하여 이 지방의 독립운동가들에게 파리강화회의가 기회임을 설명하고 독립운동을 일으킬 것을 종용하였다. 여운형은 이어 러시아 연해주로 가서 그곳에 체류하고 있는 이동녕, 박은식, 조완구 등을 만나 파리강화회의에 신한청년당 대표 김규식의 파견을 알리고 연해주의 한인 대표도 파리강화회의에 파견할 것을 권고 하였으며, 이것이 독립운동 봉기의 절호 기회임을 역설하여 전폭적인 지지를 얻었다. 그들 중 다수가 상하이로 와서 함께 독립운동을 대폭 강화할 것을 약속하였다.
또한 여운형은 이곳에서 1개월간 체류하는 동안 간민회 회장 김약연과 총무 정재면을 만나 조직적으로 독립운동을 전개할 것을 결정 했으며 일부는 상하이로 오기로 약정하고 독립운동 자금을 거두었다. 여운형은 또한 당시 시베리아에 주둔하고 있는 연합군 사령관 가이다(체코인)를 찾아가 한국독립운동에 대한 협조를 얻고, 일제의 침략을 비판하고 한국독립을 주창하는 선전문을 영문으로 작성하여 수만 매를 연합군들에게 배포하여 독립운동 홍보활동을 수행하였다. 신한청년당의 1918년 11월부터 1919년 2월까지의 활동은 1919년 3.1 운동과 독립운동의 비약적 고양에 하나의 진원을 이루고 매우 커다란 활동을 했다.

### 상해 임시정부 수립
3.1 운동 직후, 신한청년당은 4월 10일 ~ 11일 상하이에서 조직된 대한민국임시정부의 수립에 주동적 역할을 하였다. 신한청년당이 3.1 운동을 일으키기 위하여 각지에 파견했던 당원들이 3월 하순에 모두 상하이로 들어오자 신한청년당은 프랑스 조계 안에 임시 독립사무소를 차리고 4월 1일 임시정부 수립문제를 본격적으로 논의하게 되었다. 당원 중에는 조용은처럼 '임시정부를 수립하자'는 주장과 여운형처럼 '임시정부는 명칭이 과대하니 새로운 대정당을 조직하자'는 주장이 있었으나 다수가 임시정부의 수립을 원했기 때문에 결국 임시정부 수립을 추진하게 되었다. 만주와 연해주 지역에서 여운형에게 약속한 바와 같이 다수의 지도적 독립운동자들이 상하이에 모이게 되었다. 1919년 4월 10일 상하이 프랑스 조계에서 만주,연해주 등 각지역에서 온 29인의 지도적 독립운동가들이 참석하여 임시의정원회의를 개최하였는데, 이 중에서 9명이 신한청년당 당원이었다. 그리고 최초의 상하이 대한민국 임시정부 의정원에서는 신한청년당 간부들이 크게 활동했다. 행정부에서도 신한청년당 대표 김규식은 외무총장으로 기타 간부들은 나이가 어렸으므로 차장급으로 참가하였다.
상하이 대한민국 임시정부는 단순화 말하면 처음에는 신민회 구간부들을 총장급으로 하고 신한청년당 간부들을 차장급으로 하여 조직된 특성을 갖고 이 체제가 1919년 9월 통합 임시정부로의 수립 개편 때까지 지속되었다. 신한청년당은 그 후에도 언제나 임시정부를 성원하고 옹호하는 노선을 취했으며, 1923년 국민대표회의 때에도 창조파의 최고간부로 선출된 김규식과 그 부인 김순애를 제외하고는 여운형을 비롯한 거의 모든 당원들이 개조파에 가담 하여 임시정부 해산에는 강력히 반대하고 임시정부의 개조에 의한 강화 발전을 주장하였다.

### 자진 해산

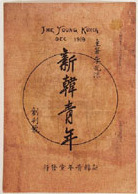
1919년 12월, 중국 상해에서 조직된 신한청년당(新韓靑年黨)의 기관지인 『신한청년』의 창간호 표지이다. 주필은 이광수였다.

신한청년당은 1919년 12월 1일부터 기관잡지로서 《신한청년》을 창간, 발행하였다. 또한 신한청년당은 종래의 '상해고려교민친목회'를 개편 강화해서 '상하이대한인거류민단'을 창립하여 여운형이 단장, 선우혁이 총무를 맡아서 한국독립과 교민권익을 위해 활동하였다. 신한청년당은 또한 1920년 8월 미국 위원단이 베이징에 오자, 임시정부 요인과 함께 그들을 만나 한국독립에의 지원을 요청하는 외교활동을 전개하였다. 또한 1922년 1월 소련의 모스크바에서 '제3인터내셔널' 주최의 '동방피압박민족대회'(일명 극동인민대표자대회)가 열리게 되자 신한청년당은 대한민국 임시정부에 대한 지지를 대외적으로 얻기 위한 차원에서 김규식과 여운형을 신한청년당 대표로 파견하여 활동케 하였다. 신한청년당은 또한 1922년 11월 당원 김구의 제의에 의해 한국노병회를 창립하고 독립전쟁을 위한 실력준비사업을 추진하기로 하였다.
그러나 신한청년당은 1922년 12월 중순 상하이에서 자진하여 해산하기로 결정하였다. 그 이유는 외국에서 신한청년당의 외교활동과 임시정부의 외교활동을 혼동한 결과 신한청년당과 임시정부 그 자체를 혼동 하는 일이 자주 있었고 그로 말미암아 임시정부측에서 원로인 신한청년당의 해산을 요망 했기 때문이었다. 특히 신한청년당 대표로 파리강화회의에 파견된 김규식이 임시정부에 의하여 한국대표를 겸하게 되었고 또 임시정부 외무총장을 겸하게 되었으므로 한국의 실정을 자세히 모르는 외국인들은 신한청년당과 임시정부를 자주 혼동하였다. 또한 신한청년당과 임시정부가 모두 상하이에 있었다는 사실도 혼동의 한 요인으로 작동하였다. 신한청년당 당원들은 1922년 12월 중순 서병호의 집에서 회의를 열고 일부의 반대의견도 있었지만 대한민국 임시정부의 해산 요망을 받아들이기로 결의 하여 1922년 12월 해산하였다.

## 평가
신한청년당의 이러한 창당 이후의 독립운동은 3.1 운동 최초의 진원을 형성 하였고, 파리강화회의에 대표를 파견하여 활동케 하였으며, 재일본 한국인 유학생들에게 2.8 독립선언을 권고하였고, 연해주 니콜리스크(現 우수리스크)에서의 1919년 2월 25일 대한독립선언 대회 개최를 권고하였다. 연해주 한국인 대표의 파리강화회의 파견을 권고하였고, 연해주에서 독립운동 고양을 고무하였으며, 북간도에서 대한국민회 조직과 독립운동 고양의 계기를 주었으며 무오독립선언서 발표의 계기를 만들어 주었다. 1919년 4월 10일 ~ 11일의 대한민국 임시정부 수립의 계기를 만들어 초기 임시정부에 적극참가했으며 상하이에서의 대한인거류민단 조직과 한국노병회의 조직도 주도하였다. 이 밖에도 신한청년당은 중국, 미국, 소련 등에서의 각종 대회와 사절단 등에 대하여 활발한 독립외교 활동을 벌이기도 하였다. 상하이 신한청년당의 당원은 약 50명에 불과해 규모면에서는 한계가 있었으나, 청장년 독립운동가들의 정수는 모두 망라되었기 때문에 이러한 큰 성과를 낼 수 있었던 것이다.

## 같이 보기
- 동제사
- 대한민국 임시정부
- 2.8 독립선언
- 3.1 운동
- 여운형
- 김규식
- 선우혁
- 이광수
- 장덕수
- 조동호
- 서병호
- 김철
- 신한은행

## 참고자료
- 제17권 1910년대 국외항일운동Ⅱ-중국·미주·일본 - 신한청년당의 조직과 독립운동
- 《한국독립운동사사전 1[깨진 링크(과거 내용 찾기)]》,독립기념관 한국독립운동사연구소 저.
- 《한국독립운동사사전,3-7 :운동·단체편(1-5)》독립기념관 한국독립운동사연구소 저.
- 《한국현대민족운동연구 -역비한국학연구총서 01 》, 서중석 저. 역사비평사
- 《비극의 현대지도자》, 서중석 저. 성균관대학교출판부(SKKUP)
- 《애국지사 조동호 평전》, 이현희 저. 솔과학
- 《한국근대사사전》, 가람기획, 2005년
- 《바로 잡아야 할 우리 역사...1(역비의책 16)》,역사비평사

## 주해
1. ↑  조소앙의 본명이다.
2. ↑  김규식의 부인이다.네이버 인물캐스트 참고.
3. ↑  이후 장덕수는 전라남도 하의도에서 총독부 당국의 감시를 받으며 거주제한을 당했다.
4. ↑  당시 러시아에는 적백 내전이 발발했는데, 시베리아에는 '체코군단'과 백군이 활동했었다.